# 莫里斯維爾

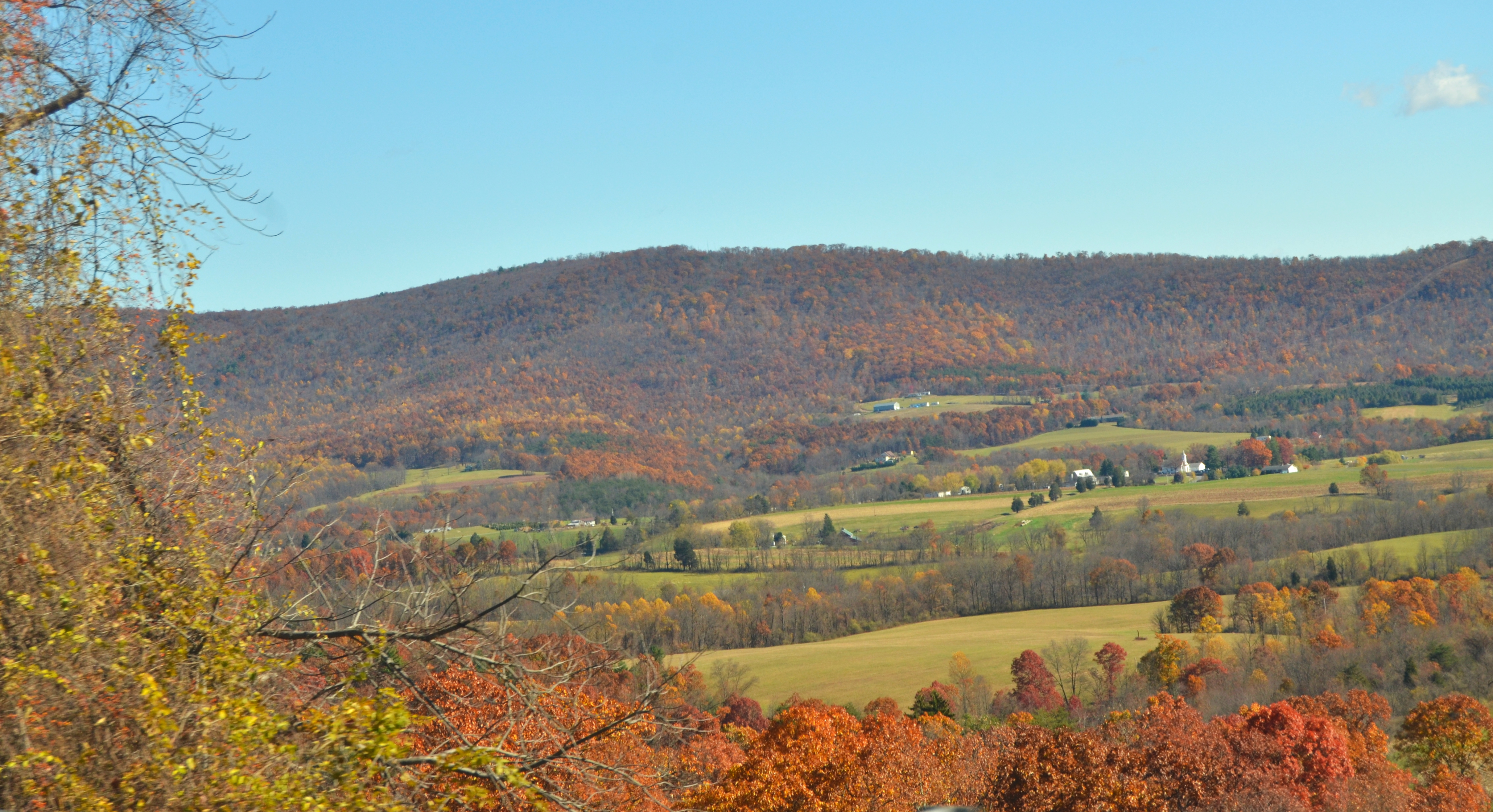
莫里斯維爾

莫里斯維爾（Murrysville）位於美國賓夕法尼亞州威斯特摩蘭縣，2020年有人口21,000人。莫里斯維爾位在匹茲堡的郊區，距離匹茲堡約20英里。